# Together When...
Together When... è un brano musicale della cantante giapponese Ayumi Hamasaki, pubblicata come suo primo singolo digitale e quarantatreesimo complessivo. Prima di essere pubblicato ufficialmente, a fine novembre il brano è stato distribuito in formato suoneria.
Il singolo è stato certificato dalla RIAJ come scaricato per più di 750.000 volte in formato suoneria, e più di 250.000 volte come MP3, ricevendo rispettivamente triplo disco di platino e disco di platino.

## Tracce
Download digitale
1. Together When... (Ayumi Hamasaki, Kunio Tago)
2. Together When... (Instrumental)